# Jane Korczak
Jane Korczak (født 10. juni 1956) er dansk fagforeningsleder. Hun har siden 2005 været næstforkvinde i 3F.

## Privat
Jane er født og opvokset på Falster, hvor hun også færdiggjorde sin formelle skolegang. Hun er gift og har sammen med sin mand tre børn og er bosat på Amager.

## Karriere
Jane Korczak begyndte sin karriere i den danske fagbevægelse i 1976 hvor hun blev tillidsrepræsentant på fabrikken Brdr. Eskesen i Store Merløse, hvor hun havde været ansat siden 1973. I 1979 blev hun distriktssekretær i KAD og i 1985 påbegyndte hun sit arbejde som oplysningssekretær på uddannelsesområdet interne uddannelser.
I 1993 blev hun valgt som næstforkvinde i KAD, en post hun havde frem til 2004. Efter fusionen mellem de to forbund KAD og SID i 2005 blev hun valgt som næstforkvinde i det nye forbund 3F.

## Tillidsposter
- Ansvarlig for 3F’s organisationsarbejde, medlemsservice, organiseringsindsats og ungdomsarbejdet.
- Sidder i 3F’s daglige ledelse, i hovedbestyrelsen og i de hovedbestyrelsesudvalg som varetager ovennævnte politikområder.
- Formand for 3F’s Klageråd.
- Ansvarlig for Projekt Ulighed i Sundhed.
- Medlem af LO’s hovedbestyrelse.

## Udmærkelser
- Mathildeprisen 2008 for at sætte fokus på ligestilling i fagbevægelsen.[1]

- Optaget i Kvindernes Blå Bog i 2007 og igen i 2008